# De röda hästarna
De röda hästarna är en svensk dramafilm från 1954, i regi av Ivar Johansson.

## Om filmen
Filmen premiärvisades den 18 oktober 1954 på biograf Rio i Malmö. Den spelades in vid Svensk Talfilms ateljé i Täby och Malmö med exteriörer från Jägersro, Solvalla Limhamn och tingshuset i Hörby av Sten Aaröe. 
Som förlaga har man en Morten Korchs roman De røde heste som utgavs 1943. Romanen filmades även i Danmark 1950 i regi av Alice O'Fredericks och Jon Iversen.

## Roller i urval
- Gun Arvidsson - Margit Törner
- Jan Erik Lindqvist - Bertil Hagert, agronom
- Rut Holm - Louise Törner, Margits faster
- Artur Rolén - Ludde Mårtensson, kamrer
- Harry Persson - Olle Olsson, Törners travtränare
- Inger Juel - Ulla Cronstam, Bertils f.d. fästmö
- Hugo Björne - Hjalmar Hagert, Bertils far
- Gösta Cederlund - Harald Friberg, advokat
- Ebba Ringdahl - Ester Törner, Margits styvmor
- Allan Bohlin - Willner, Törners förvaltare
- Nils Fritz - Esters advokat
- John Precht - Helge Törner, Margits far, ägare till Marieholms gård
- Nils Johannisson - Törners läkare
- Margaretha Löwler - Gunnel Hagert, Bertils syster
- Helen Jonson - Greta Friberg, Haralds dotter
- Anders Hellquist - präst vid bröllopet

## Musik i filmen
- At the Theatre, kompositör Geoffrey Stuart, instrumental.
- New Highway, kompositör Geoffrey Stuart, instrumental.
- Big Shadow, kompositör Allan Gray, instrumental.
- Box Office, kompositör Wilfred Burns, instrumental.
- Ein Sommernachtstraum. Hochzeitmarsch (En midsommarnattsdröm. Bröllopsmarsch), kompositör Felix Mendelssohn-Bartholdy, instrumental.
- Burning Top, kompositör Leslie Manson, instrumental.
- Cardinal's Snuff Box, kompositör F.M. Rogers, instrumental.
- Dramatic Interlude, kompositör Hans May, instrumental.
- Music for Everything, kompositör Hans May, instrumental.
- Smile, My Love, kompositör Hans May, instrumental.
- Folkvisa (Fy fan va' det snöar), sång Harry Persson och Artur Rolén
- Go Down, Moses (Oh! Let My People Go), instrumental.
- Hebrew Rhapsody, kompositör John Foulds, instrumental.
- Miami Sunset, kompositör Ludo Philipp, instrumental.
- Primrose Dell, kompositör Cecil Milner, instrumental.
- Prunes and Prismus, kompositör S. Jeffries, instrumental.
- Queen's Colour, kompositör Roger Barsotti, instrumental.
- Shaftesbury Avenue, kompositör Jack Strachey, instrumental.
- Touch and Go, kompositör Harry Engleman, instrumental.
- Travelogue, kompositör Jack Beaver, instrumental.
- The Winner Takes All, kompositör Ronald Hanmer, instrumental.